# Asama (croiseur)
L'Asama (浅間) est un croiseur cuirassé, navire de tête de sa classe construit pour la marine impériale japonaise à la fin des années 1890.

## Historique
Le Japon n'ayant pas en 1898 la capacité industrielle de construire lui-même de tels navires de guerre, le navire a été construit en Grande-Bretagne. 
Il servit pendant la révolte des Boxers entre 1899 et 1901 et lors de la guerre russo-japonaise de 1904–05, au cours duquel participa à la bataille de Chemulpo et à la bataille de la mer Jaune, avant d'être endommagé pendant la bataille de Tsushima. Au début de la Première Guerre mondiale, l'Asama traqua sans succès navires de commerce allemands jusqu'à son échouement au large de la côte mexicaine au début de 1915. Les réparations prirent plus de deux ans et il fut principalement utilisé comme navire-école pour le reste de sa carrière. Le navire effectua un total de 12 croisières d'entraînement avant d'être paralysé après un nouveau échouement en 1935. L'Asama devint alors un navire d'entraînement stationnaire jusqu'à sa démolition en 1947.